# Poecilmitis hantamsbergae
Poecilmitis hantamsbergae är en fjärilsart som beskrevs av Dickson 1978. Poecilmitis hantamsbergae ingår i släktet Poecilmitis och familjen juvelvingar. Inga underarter finns listade i Catalogue of Life.